# Городечнянська волость
Городечнянська волость — історична адміністративно-територіальна одиниця Пружанського повіту Гродненської губернії Російської імперії (волость). Волосний центр — село Городечно.
Станом на 1885 рік складалася з 12 поселень, 18 сільських громад. Населення — 2 923 осіб, 235 дворових господарств, 11 888 десятин землі (4  738 — орної).

## У складі Польщі
Після анексії Полісся Польщею волость отримала назву ґміна Городечно Пружанського повіту Поліського воєводства Польської республіки (гміна). Адміністративним центром було село Городечно.
Із ґміни розпорядженням Міністра Внутрішніх Справ 5 січня 1926 р. передана колонія Бруковиця до ґміни Ліново.
Розпорядженням Ради Міністрів 19 березня 1928 р. включені до ґміни села: Хідри Малі, Хідри Великі і Ясень та фільварки: Буянець і Засьби з ліквідованої ґміни Дворце Берестейського повіту.
Розпорядженням Міністра внутрішніх справ Польщі 23 березня 1928 р. передано до ґміни Шерешув села Тимохівщина і Тараси та державний ліс урочища Пуща Шерешевська.
15 січня 1940 р. ґміна (волость) ліквідована у зв'язку зі створенням Шерешовського району.